# Nanmen, Chongqing
Nanmen (kinesiska: 南门)  är en köping i sydvästra Kina. Den ligger i stadsdistriktet Kaizhou i storstadsområdet Chongqing, omkring 220 kilometer nordost om det centrala stadsdistriktet Yuzhong. Antalet invånare är 40 941. Befolkningen består av 20 109 kvinnor och 20 832 män. Barn under 15 år utgör 27,0 %, vuxna 15-64 år 56 %, och äldre över 65 år 15,0 %.